# Druga hrvatska malonogometna liga
Druga hrvatska malonogometna liga ili 2. HMNL je drugi razred futsal liga u Hrvatskoj. 
Liga je podijeljena na tri podskupine: Istok, Sjever i Jug, od kojih svaka broji od 8 do 12 klubova. Prvoplasirani klubovi iz svake podskupine međusobno igraju utakmice razigravanja za ulazak u 1. HMNL. Pobjednik razigravanja izravno ulazi u 1. HMNL, a drugoplasirani dodatno razigrava s predzanjim klubom iz prve lige.

## Lige
- Županije su podijeljene u sljedeće lige:

#### Istok
- - Osječko-baranjska županija
  - Vukovarsko-srijemska županija
  - Požeško-slavonska županija
  - Brodsko-posavska županija
  - Virovitičko-podravska županija

#### Zapad
- - Istarska županija
  - Primorsko-goranska županija
  - Ličko-senjska županija
  - Zagreb
  - Zagrebačka županija
  - Krapinsko-zagorska županija
  - Karlovačka županija
  - Sisačko-moslavačka županija
  - Koprivničko-križevačka županija
  - Međimurska županija
  - Varaždinska županija
  - Bjelovarsko-bilogorska županija

#### Jug
- - Zadarska županija
  - Šibensko-kninska županija
  - Splitsko-dalmatinska županija
  - Dubrovačko-neretvanska županija

## Dosadašnji pobjednici
| Sezona      | Istok                     | Sjever                       | Zapad                                                          | Jug                                  |
| ----------- | ------------------------- | ---------------------------- | -------------------------------------------------------------- | ------------------------------------ |
| 1996./97.   | nije postojala            | Drava Flamingo (Osijek)      | Jastreb (Jastrebarsko)                                         | Croatia (Perković)                   |
| 1997./98.   | nije postojala            | Đakovo (Đakovo)              | Bistro Petar RKM (Zagreb)                                      | Sport Line (Split)                   |
| 1998./99.   | nije postojala            | Đakovo (Đakovo)              | Prigorac (Jastrebarsko)                                        | Porto Tolero (Ploče)                 |
| 1999./2000. | nije postojala            | Sokol (Vinkovci)             | Prigorac (Jastrebarsko)                                        | Torcida (Split)                      |
| 2000./01.   | nije postojala            | Osijek (Osijek)              | Elab (Zagreb)                                                  | ASD Zlatko Celent (Split)            |
| 2001./02.   | Šilo Osijek               | nije postojala               | Novi Marof (Središte) Lika Šport (Gospić – Lički Osik) (Zapad) | Torcida (Split)                      |
| 2002./03.   | Argus (Slavonski Brod)    | Renault Auto Krešo (Krapina) | Lika Šport (Gospić – Lički Osik)                               | Torcida (Split)                      |
| 2003./04.   | Halo 92 (Vinkovci)        |                              |                                                                | Inero Split                          |
| 2004./05.   | Halo 92 (Vinkovci)        | Sokoli Samobor               | Albona (Labin)                                                 | Kijevo Karl Dietz                    |
| 2005./06.   | Bijela Kuća (Požega)      | Renault Auto Krešo (Krapina) | Potpićan 98 (Potpićan)                                         | Inero Split                          |
| 2006./07.   | Vinkovci (Vinkovci)       | Novi Marof (Novi Marof)      | Potpićan 98 (Potpićan)                                         | Vrgorac Pivac (Vrgorac)              |
| 2007./08.   | Patika (Osijek)           | Nacional (Zagreb)            | Histria Sport (Banjole)                                        | Solin (Solin)                        |
| 2008./09.   | Skripta (Osijek)          | Renault Auto Krešo (Krapina) | Grobnik (Čavle)                                                | Muć Bitumina (Muć)                   |
| 2009./10.   | Areča (Osijek)            | Siscia (Sisak)               | Albona (Labin)                                                 | Murter (Murter)                      |
| 2010./11.   | Skripta (Osijek)          | OVB Allfinanz Zagreb         | Albona (Labin)                                                 | Solin (Solin)                        |
| 2011./12.   | Ivankovo (Ivankovo)       | Petrinjčica (Petrinja)       | Grobnik (Čavle)                                                | Novo Vrijeme Era Commerce (Makarska) |
| 2012./13.   | Brod 035                  |                              |                                                                |                                      |
| 2013./14.   | Brod 035                  | Siscia (Sisak)               | Grobnik (Grobnik)                                              | Split Tommy (Split)                  |
| 2014./15.   | Aurelia (Vinkovci)        | Futsal Dinamo (Zagreb)       | Potpićan 98 ADT                                                | Crnica (Šibenik)                     |
| 2015./16.   | Brod 035                  | Rugvica                      | nije postojala                                                 | Ustanik (Split)                      |
| 2016./17.   | Vinkovci                  | Jesenje (Gornje Jesenje)     | nije postojala                                                 | Crnica (Šibenik)                     |
| 2017./18.   | Vinkovci                  | Jesenje (Gornje Jesenje)     | nije postojala                                                 | AFC Universitas (Split)              |
| 2018./19.   | Našice                    | nije postojala               | Futsal Pula                                                    | Olmissum (Omiš)                      |
| 2019./20.   | Osijek Kelme              | nije postojala               | Novi Marof                                                     | Jezera                               |
| 2020./21.   | Brod 035 (Slavonski Brod) | nije postojala               | Futsal Pula                                                    | Šibenik 1983                         |
| 2021./22.   | Osijek                    | nije postojala               | Gorica (Velika Gorica)                                         | Torcida (Split)                      |
| 2022./23.   | Nova Gradiška             | nije postojala               | Uspinjača Gimka (Zagreb)                                       | Split Trumm                          |